# 깽세
깽세는 대한민국의 가수이다.

## 방송
- 거제초등학교 (2003) 줄다리기 대회 -예선탈락
- 거제초등학교 (2004) 교내쓰레기줍기상 -수상-
- 겟엠프드 (2007) 사이버돌쇠 캐릭터 생성
- 메이플스토리 (2008) Lv.30 스피어맨 전직
- 쇼미더머니 10 (2021) - Top132
- 머니게임 (2018) - 지원서 제출
- 쇼미더머니 11 (2022) - 1차 예선 탈락
- 코미디빅리그 (2016) - 대상
- 뉴챔프갤러리 (2022) -근본없는랩영상 출연
- 전장연(2022) - 부산 서면지부 힙합대장
- 대패세상 서면점 2021, 2022 VIP
- 거제동 빅맨비뇨기과 비포에프터 모델 (2024)

## 음반
- 일뽕 (2019)
- 거제리 우리동네 (2020)
- QS+ (2021)
- Busan Groove (with 정상수, 2023)
- 아쿠아맨 (2016) 곡의 특징- 어항속에 갇힌 고기들을 어항을 깨서 구해주었다
- 위리낏라우럴 (2024) 곡의 특징- 듣는 즉시 견갑을 강화해주며 엄마모르게 파티에 입장할 수 있다
- 하얀sex (2024) 곡의 특징- 양홍원의 색깔별로 하얀걸로를 오마주한거같다. 우렁차게 랩을 뱉다가 하얀 sex로 마무리 하는 순간 마치 야쓰를 하다가 사정에 이른 것같은 착각이든다.
- 가을바람(2024) 갑작스러운 계엄령처럼 갑작스럽게찾아온 깽세의 겨울에 발매한 싱글    ‘가을바람’ 헤어진여인에게 덤덤하게 얘기하는듯했으나, 역시 깽세 특유의 챔기름발린톤과 뒤죽박죽라임배열 헛소리등으로 뭐라 지빠는지모르겠는 내용으로 마스터 , 래퍼, 리스너 모두가 벙찌게되는것이 곡의 특징이다.발매후 12시간 만에 유투브 조회수 ‘2’를 기록하는 기염을 토했다.

### 링컨클럽
- BASEMENT (2020) *좃되는 라인을 뱉었다 “백종원보다 천종원 &백종투 “
- 링컨 전 대통령과 같이 의문을 남기고 사라졌다.

### 혹110
- 110 (2021)
- basement setter (2021)